# کریپتاند-۲٫۲٫۲
کریپتاند-۲٫۲٫۲ (به انگلیسی: 2.2.2-Cryptand) با فرمول شیمیایی C
۱۸N
۲H
۳۶O
۶ یک ترکیب شیمیایی با شناسه پاب‌کم ۷۲۸۰۱ است. که جرم مولی آن ۳۷۶٫۴۸۸۲ g/mol می‌باشد. 